# Trofeo RiLL
Il trofeo RiLL è uno dei più longevi premi letterari italiani dedicati a racconti brevi e inediti di genere fantastico (fantasy, fantascienza, horror, ma non solo) in attività dal 1994. È organizzato dall'associazione RiLL - Riflessi di Luce Lunare.
I racconti vincitori vengono pubblicati nell'antologia annuale del concorso (collana Mondi Incantati) e su riviste letterarie e ludiche italiane e straniere. La premiazione avviene ogni anno all'interno del festival internazionale Lucca Comics & Games che patrocina il concorso.
I racconti partecipanti alle più recenti edizioni del trofeo RiLL sono stati oltre 300, raggiungendo nella XXVII edizione (2021) il numero di 522. Ogni anno, oltre che dall'Italia, vi sono partecipazioni da paesi di tutto il mondo tra i quali Australia, Giappone, Hong Kong, Russia, USA e svariati paesi europei (Germania, Inghilterra, Malta, Repubblica Ceca, Spagna, Svizzera).
Fra i giurati del concorso si sono avvicendati gli scrittori Valerio Evangelisti, Nicoletta Vallorani, Franco Cuomo, Giulio Leoni, Massimo Mongai, Sergio Valzania, Donato Altomare e i giornalisti e ludologi Andrea Angiolino, Beniamino Sidoti e Luca Giuliano.
A partire dal 2003 RiLL pubblica un'antologia, collana Mondi Incantati (edita dalla Nexus Editrice fino al 2009, dall'editore Giochi Uniti il 2010, dalla Wild Boar Edizioni dal 2011 al 2018, dalla Quality Games il 2019 e dalla Acheron Books dal 2020) il cui sottotitolo è "Racconti dal Trofeo RiLL e dintorni". Infatti il libro è strutturato in modo da ospitare una sezione fissa, rappresentata dai testi vincitori del concorso, ed altre sezioni variamente costituite. Così ad esempio si sono avute edizioni con testi di alcuni giurati che componevano la giuria nazionale oppure sezioni con racconti che richiamavano lo stile letterario ottocentesco, sezioni "ad invito", chiamate "sfida", aperte solo ad autori già finalisti del concorso, sezioni con racconti di altri concorsi esteri "gemellati" il Trofeo RiLL. 
Il titolo dell'antologia del 2003 è stato Mondi Incantati; le edizioni successive hanno mantenuto le due parole come parte del titolo. Dal 2011, le antologie della collana Mondi Incantati prendono il nome dal racconto vincitore dell'annata. Le copertine delle antologie sono disegnate da Valeria de Caterini.
Dal 2011 RiLL pubblica in formato elettronico sulla collana di antologie Aspettando Mondi Incantati (AMI) tutti e dieci i racconti finalisti di ciascuna edizione del Trofeo RiLL (fra i quali la Giuria Nazionale del concorso sceglie i 4-5 da premiare e pubblicare sul tradizionale Mondi Incantati cartaceo) senza svelare la classifica finale. Gli e-book della serie AMI escono ogni anno a fine settembre, anticipando di circa un mese l’uscita dell’antologia Mondi Incantati (da qui il nome della collana).
Sono esclusi dalla partecipazione al Trofeo RiLL gli autori e le autrici che più si sono distinti nell'ambito delle precedenti edizioni e a cui RiLL ha dedicato un'antologia personale (collana Memorie dal Futuro).

## Albo d'oro

### I edizione 1995
- Primo classificato: Giovanni Bruni (Roma), Simulazioni
- Secondo classificato: Mattia Prosperi (Roma), Assestamenti
- Terzo classificato: Cristiano Chesi, Labyrinthus

### II edizione 1996
- Primo classificato: Alessandro Negrini (Milano), La voce di Arion
- Secondo classificato: Sarah Zama (Verona), Desiderio
- Terzo classificato: Jason Arcuri, L'ultima pioggia

### III edizione 1997
- Primo classificato: Guido Alfani (Torino), Inferno.
- Secondo classificato: Gaetano Giammarino (Potenza), Lepanto
- Terzo classificato: Alberto Tarroni, L'albero e il bruco

### IV edizione 1998
- Primo classificato: Alessandro Negrini (Milano), Il processo
- Secondo classificato: Domenico Corso (Bergamo), L'uomo e l'onda
- Terzo classificato: Domenico Corso (Bergamo) L'istante di pietra
- Quarto classificato: Stefano Acquaviva (Milano) Ombre e polvere

### V edizione 1999
- Primo classificato: Flavio Pagani (Pavia), In un regno senza capo
- Secondo classificato: Alberto Cola (Macerata), Superficie
- Terzo classificato: Stefano Masci, Un collega d'ufficio

### VI edizione 2000
- Primo classificato: Guido Alfani (Torino), Il peso degli angeli.
- Secondo classificato: Gordiano Lupi (Livorno), La scala dei ricordi
- Terzo classificato: Ivo Torello, Amalgama

### VII edizione 2001
- Primo classificato: Emiliano Angelini (Pescara), Bogey
- Secondo classificato: Guido Alfani (Torino), Storia di draghi e negromanti
- Terzo classificato: Emiliano Angelini, L'immagine riflessa

### VIII edizione 2002
- Primo classificato: Emiliano Angelini (Pescara), L'ultimo giorno buono dell'anno
- Secondo classificato: Cristina Carignani (Udine), Pizza in arrivo!
- Terzo classificato: Stefano Barbarino e Massimiliano Nuzzolo, Le strane cose del sabato

### IX edizione 2003
- Primo classificato: Fabrizio Bonci (Torino), L'Ospedale
- Secondo classificato: Alberto Cola (Macerata), Prendimi per mano
- Terzo classificato: Veronica Villa, Flash

### X edizione 2004
- Primo classificato (ex aequo): Alberto Cola (Macerata), Crescerà, a poco a poco; Francesca Garello (Roma), Rifiuti speciali
- Secondo classificato: Lorenzo Trenti (Modena), Cinque scenari per la fine del mondo

### XI edizione 2005
- Primo classificato: Francesca Garello (Roma), Pari Opportunità
- Secondo classificato: Marta Chini (Pisa), La Nonna e Io
- Terzo classificato: Christian Antonini, Padre Nostro 2.0

### XII edizione 2006
- Primo classificato: Alessandro Conti (Verona), Oh, giorni di sole
- Secondo classificato: Bruna Graziani (Monastier, Treviso), La notte Balsamocarezza
- Terzo classificato: Andrea Galla, Al di là della città
- Quarto classificato: Maria Francesca Zini (Pisa), I consulenti dell'Architetto

### XIII edizione 2007
- Primi classificati: Paola Urbani (Roma) ed Emanuele Viola (New York), Codice Yetzirah
- Secondo Classificato: Luigina Sgarro (Roma), I miracoli di Porta Metronia
- Terzo classificato: Elvezio Sciallis (Milano), La mia bara
- Quarto classificato: Fabrizio Bonci (Torino), Dal taccuino di un carcerato

### XIV edizione 2008
- Primo classificato: Euro Carello (Torino), I Corvi sono lì che aspettano
- Secondo classificato: Francesco Troccoli (Roma), Tempus fugit
- Terzo classificato: Francesca Garello (Roma), Case History
- Quarto classificato: Maria Francesca Zini (Pisa), Zed

### XV edizione 2009
- Primo classificato: Luca Barbieri (Arenzano), Accadde tra le umide foreste di madre Africa
- Secondo classificato: Stefano Andrea Noventa (Padova), Il libro dei profeti
- Terzo classificato: Angela di Bartolo (Bologna), Ponti
- Quarto classificato: Massimiliano Malerba (Roma), Le stelle d'inverno
- Quinto classificato: Elena Di Fazio (Roma) e Giulia Abbate (Milano), I tempi cambiano, nonna!

### XVI edizione 2010
- Primo classificato: Luigi Musolino, 'O Mammone
- Secondo classificato: Giacomo Colossi, Riflessi di Porpora
- Terzo classificato: Andrea Viscusi, Il Lettore Universale
- Quarto classificato: Antonio Milanese, Un degno avversario

### XVII edizione 2011
- Primo classificato: Massimiliano Malerba, Il funzionario
- Secondo classificato: Matteo Doglio, La scintilla della vita
- Terzo classificato: Antonella Mercenero, La locanda dell'ippogrifo
- Quarto classificato: Andrea Galla, L'uomo con la ghironda

### XVIII edizione 2012
- Primo classificato: Luigi Musolino, Il carnevale dell'uomo cervo
- Secondo classificato: Paola Urbani ed Emanuele Viola, La ragazza che non sapeva contare
- Terzo classificato: Antonella Mercenero, La recluta muta
- Quarto classificato: Matteo Doglio, Unda

### XIX edizione 2013
- Primo classificato: Davide Camparsi, Perché nulla vada perduto
- Secondo classificato: Davide Carnevale, Il Tanatofono
- Terzo classificato: Luigi Rinaldi, Parole Proibite
- Quarto classificato: Luigi Musolino, I silvani non dimenticano

### XX edizione 2014
- Primo classificato: Michele Piccolino, La maledizione del premio Di Biasio Agresti Salottolo Illiano De Scisciolo
- Secondo classificato: Alain Voudì, Variante chiusa
- Terzo classificato: Massimiliano Malerba, La distanza tra le eternità
- Quarto classificato: Ilaria Tuti, Above
- Quinto classificato: Luca Simioni La Tessera

### XXI edizione 2015
- Primo classificato: Davide Camparsi, Non di solo pane
- Secondo classificato: Massimiliano Malerba, La notte che bruciammo la Croma
- Terzo classificato: Luigi Rinaldi, Quelli dell'impianto
- Quarto classificato: Antonella Mecenero, Notte stellata
- Quinto classificato: Giorgia Cappelletti, Draco dormiens

### XXII edizione 2016
- Primo classificato: Maurizio Ferrero, Tutto inizia da O
- Secondo classificato: Davide Jaccod, Gartu
- Terzo classificato: Luigi Rinaldi, Prova di recupero
- Quarto classificato: Francesca Cappelli, La transazione del secolo
- Quinto classificato: Francesco Nucera, La commedia dell'arte

### XXIII edizione 2017
- Primo classificato: Valentino Poppi, Davanti allo specchio
- Secondo classificato: Davide Camparsi, Quando gli animali parlavano
- Terzo classificato (ex aequo): Nicola Filippi, Il dolore del pianto
- Terzo classificato (ex aequo): Nicola Catellani, Questione di previdenza
- Quarto classificato: Laura Silvestri, A casa del Diavolo
- Quinto classificato: Giorgia Cappelletti, L'amico speciale

### XXIV edizione 2018[8]
- Primo classificato: Maurizio Ferrero, Ana nel campo dei morti
- Secondo classificato: Diego Gnesi Bartolani, Mil
- Terzo classificato: Nicola Catellani, F.lli marziani, dal 1947
- Quarto classificato: Riccardo Angelini, Uno
- Quinto classificato: Cristiano Montanari, Madonnina

### XXV edizione 2019[9]
- Primo classificato: Laura Silvestri, Leucosya
- Secondo classificato: Fabio Galli, Spiriti d’estate
- Terzo classificato: Alessandro Izzi, Non io
- Quarto classificato: Michela Lazzaroni, Voi che siete me

### XXVI edizione 2020
- Primo classificato: Valentino Poppi, Oggetti smarriti
- Secondo classificato: Arthur B. Radley, Horimono
- Terzo classificato: Laura Silvestri, Chiari di luna e male parole
- Quarto classificato: Saverio Catellani, La polvere sotto il tappeto
- Quinto classificato: Gianluca Vici Torrigiani, Nibani

## Premio Sfida
Dal 2006 l'associazione RiLL ha anche indetto un torneo nel torneo, invitando i finalisti delle varie edizioni del Trofeo RiLL a una gara letteraria chiamata SFIDA. Per gli autori la sfida consiste nello scrivere dei racconti fantastici utilizzando alcuni elementi e vincoli stabiliti da RiLL (es. personaggi, luoghi, oggetti e/o vincoli letterari).
I racconti così selezionati vengono inseriti di diritto nelle antologie della collana Mondi Incantati. Dal 2008, inoltre, fra questi racconti viene decretato un vincitore assoluto, insignito del Premio Speciale Lucca Comics and Games, consegnato dalla Presidenza della manifestazione.

### Vincitori Sfida 2006
- Emiliano Angelini, Liberaci dal Male
- Alberto Cecon, Navi nel cielo
- Marta Chini, Ipotesi (e una locanda)
- Francesca Garello, Finale di Coppa
- Gianna Messori,  Gli umani sono così strani

### Vincitori Sfida 2007
- Giovanni Buzi, Evangeline
- Fabio Massa, Il Cacciatore
- Graaz Calligaris, Il Medaglione
- Alberto Cecon, Lo straordinario incontro di Renzo Scontento, che rischiò di perdersi ma ritrovò la strada, e fu contento di tornare a casa (con buona pace della Polstrada)

### Vincitori Sfida 2008
- Emiliano Angelini, Memorie dalla sabbia
- Luca Barbieri, Nel ventre formicolante della terra (vincitore del Premio Speciale Lucca Comics and Games)
- Chiara Beaupain, Mescolare con abofe
- Graaz Calligaris, IPPEI
- Alberto Cola, Una questione di prospettiva
- Enrico Di Addario, Il segreto di Hervé De Ponsac

### Vincitori Sfida 2009
- Paola Urbani ed Emanuele Viola, Cielo stellato
- Francesco Troccoli, Il caso estremo Ana Caldeira (vincitore del Premio Speciale Lucca Comics and Games)
- Matteo Carriero, Mancanza di spazio
- Francesca Garello, Sistema Bibliografico Planetario
- Alberto Cola, Haceldama
- Enrico Di Addario, Jebediah Jonze

### Vincitori Sfida 2010
- Luca Barbieri, L'Incorruttibile
- Matteo Carriero, Invisibile
- Matteo Carriero, Corsa verso il passato
- Angela Di Bartolo, Relitti
- Paola Urbani ed Emanuele Viola, Il richiamo di Lilith
- Andrea Viscusi, Pr-Medjed

### Vincitori Sfida 2011
- Alberto Tarroni, Bella senz'anima
- Antonio Milanese, Richiesta di chiarimento
- Emiliano Angelini, Le cose che perdemmo nel fuoco
- Enrico Di Addario, Il giorno che gli Amish presero il fucile
- Matteo Carriero, Castelli di carte
- Massimiliano Malerba, Nella notte assetata

### Vincitori Sfida 2012
- Angela Di Bartolo, Nostos
- Luigina Sgarro, Anni luce
- Maria Francesca Zini, Trasformazione
- Luigina Sgarro, Il ritorno di Ulisse
- Antonella Mecenero, Ulisse e la tartaruga

### Vincitori Sfida 2013
- Antonella Mecenero, La conquista
- Massimiliano Malerba, La conquista
- Andrea Viscusi, La conquista
- Enrico Di Addario, La conquista
- Angela DiBartolo, La conquista

### Vincitori Sfida 2014
- Giulia Abbate, Frammento n. 83
- Roberto Fogliardi, Il morbo delle grotte
- Alberto Cecon, Il vento di Vanoor
- Davide Carnevale, La crepuscolo degli Dei

### Vincitori Sfida 2015
- Antonella Mecenero, Caccia all'orso
- Roberto Fogliardi, Il mare ciaccato
- Massimiliano Malerba, Cesare deve morire
- Andrea Viscusi, Karma

### Vincitori Sfida 2016
- Rosalba Risaliti, Il Nero
- Michele Piccolino, Il tocco di Roscia
- Alberto Tarroni, L'oro della città
- Massimiliano Malerba, Re Mida
- Alain Voudi, Tocco Magico

### Vincitori Sfida 2017[10]
- Emiliano Angelini, La cura
- Giorgia Cappelletti, Vera
- Francesco Nucera, Milan l'è on gran Milan
- Alain Voudi, L'ultima persona infelice

### Vincitori Sfida 2018
- Valentino Poppi, Tecnologia inversa
- Francesca Cappelli, Homo novus
- Laura Silvestri, Oltre la valle
- Lorenzo Trenti, Italexicon – Lemmi da un'Italia maggiore

### Vincitori Sfida 2019
- Giorgia Cappelletti, I guardiani di Gaia
- Nicola Catellani, Il Vecchio Blaterone
- Laura Silvestri, La pescatrice di perle
- Antonella Mecenero, Per sempre l’esilio

### Vincitori Sfida 2020
- Laura Silvestri, Chi c'è dietro di te?
- Michela Lazzaroni, Cose strabilianti
- Maurizio Ferrero, Il senzamente
- Marco Cesari, Vitasassipallaruote

## Premio Rudy Turturro
Nel 2007, in occasione del decennale della pubblicazione del romanzo di Massimo Mongai, Memorie di un cuoco d'astronave, è stato bandito dall'associazione RiLL il premio Rudy Turturro, intitolato al protagonista del romanzo di Mongai (vincitore del Premio Urania nel 1997). I sei racconti vincitori del premio Rudy Turturro sono stati raccolti nell'antologia Guida Galattica dei Gourmet, pubblicata dalla Robin Edizioni.
Questi i racconti vincitori a pari merito.
- Gabriele Falcioni, Cucina Molecolare
- Davide Piccirillo, Dimmi cosa mangi e ti dirò chi sei
- Simona Carloppi, Gli sposi promessi
- Euro Carello,  Il tramonto di Rudy Turturro
- Elena Vesnaver, Pepesale
- Ranieri Meloni,  Quando precipitai su Kiù-Ber

## Antologie di racconti del Trofeo RiLL
- Mondi incantati - 14 racconti fantastici e una storia d'amore, 2003, Roma, Novecento GeC
- Ritorno a mondi incantati - Diciotto racconti fantastici dal Trofeo RiLL e dintorni, 2004, Viareggio, Nexus Editrice
- Viaggio a mondi incantati - Diciotto racconti fantastici e una intervista, 2005, Viareggio, Nexus Editrice
- Sognando mondi incantati - Racconti fantastici dal Trofeo RiLL e dintorni, 2006, Viareggio, Nexus Editrice
- Schegge di mondi incantati - Racconti fantastici dal Trofeo RiLL e dintorni, 2007, Capezzano Pianore (LU), Nexus Editrice
- 2008 Fuga da Mondi Incantati - Racconti fantastici dal Trofeo RiLL e dintorni, 2008, Capezzano Pianore (LU), Nexus Editrice[11]
- Cronache da Mondi Incantati - Racconti fantastici dal Trofeo RiLL e dintorni, 2009, Grosseto, Nexus Editrice[12]
- Riflessi di Mondi Incantati - Racconti fantastici dal Trofeo RiLL e dintorni, 2010, Napoli, Giochi Uniti
- Il Funzionario e altri racconti dal Trofeo RiLL e dintorni, 2011, Wildboar
- Il Carnevale dell'Uomo Cervo e altri racconti dal Trofeo RiLL e dintorni, 2012, Wildboar
- Perché nulla vada perduto e altri racconti dal Trofeo RiLL e dintorni, 2013, Wildboar
- La maledizione e altri racconti dal Trofeo RiLL e dintorni, 2014, Wildboar
- Non di solo pane e altri racconti dal Trofeo RiLL e dintorni, 2015, Wildboar
- Tutto inizia da 0 e altri racconti dal Trofeo RiLL e dintorni, 2016, Wildboar
- Davanti allo specchio e altri racconti dal Trofeo RiLL e dintorni, 2017, Wildboar[13][14]
- Ana nel campo dei morti e altri racconti dal Trofeo RiLL e dintorni, 2018, Wildboar[15][16]
- Leucosya e altri racconti dal Trofeo RiLL e dintorni, 2019, Quality Games[17]
- Oggetti smarriti e altri racconti dal Trofeo RiLL e dintorni, 2020, Acheron Books[18]